# Combat de Cruces
Guerre Grande Colombie-Pérou
Batailles
- Punta Malpelo
- Cruces
- Saraguro
- Portete de Tarqui (es)

Le combat de Cruces est un affrontement naval de la guerre Grande Colombie-Pérou. Il se produit le 22 novembre 1828 et oppose les navires péruviens  Presidente, Libertad, Peruviana contre les navires colombiens Guayaquileña et Adela. Le blocus de Guayaquil par la marine péruvienne s'avère décisif pour l'obtention de la domination maritime et marque la fin de la campagne navale de la guerre entre les deux pays.

## Contexte
Le 31 août 1828 est livré le combat de Malpelo qui se solde par une victoire péruvienne du capitaine de corvette  Carlos García del Postigo (es).
En septembre 1828, la flotte péruvienne sous le commandement de Martin Guisse se compose des frégates Presidente e Monteagudo, de la corvette Libertad, du brigantin Congreso, des goélettes Arequipeña, Peruviana et de huit canonnières. Elle est rejointe ensuite par le brigantin Rápido. Le 18 septembre 1828, Guisse quitte la ville de Callao et arrive à Paita le 22 du même mois. Le 2 octobre, la flotte péruvienne effectue des débarquements dans plusieurs villages, notamment dans celui de Naranjal, causant partout des dégâts considérables.

## La bataille
Le 22 novembre, près de Cruces, Guisse, à bord de la frégate Presidente avec un équipage composé de 259 hommes armés de 52 fusils, ordonne à ses navires de se mettre en formation d'attaque. Le combat commence avec l'avancée des canonnières et de la Peruviana, également pourvue de troupes. Guisse force la Presidente à avancer toutes voiles dehors et rompt la chaîne de protection de l'estuaire, puis réussit à faire beaucoup de dégâts contre le fort de Las Cruces qui est abandonné par ses défenseurs après qu'ils ont subi un grand nombre de morts et de blessés.
La corvette Libertad fait face au chantier naval. Guisse fait débarquer les troupes de la Peruviana et des canonnières pour prendre possession du château de Cruces (qui sera plus tard brûlé et détruit par la flotte péruvienne). Dans la matinée du 23 novembre se produit un affrontement entre le brigantin Adela (protégé par une batterie située dans le bureau de douane) et la flotte péruvienne. Le brigantin est brûlé par les Colombiens pour ne pas tomber entre les mains des Péruviens, et la batterie est réduite au silence.

### Mort de Guisse
À trois heures de l'après-midi, ce même jour du 23, Guisse s'avance et détruit les trois batteries du château et capture la goélette colombienne Guayaquileña.
À neuf heures du soir, Guisse donne l'ordre à ses navires de se replier sur Cruces parce que Guayaquil refuse de se rendre. Mais une mauvaise manœuvre de la frégate Presidente la fait s'échouer sur un des nombreux hauts-fonds de l'estuaire. Elle reste durant dix heures dans cette position jusqu'au 24 à midi lorsque la marée montante permet sa remise à flot. Pendant ce temps, les Colombiens ont pu installer un canon et ouvrir le feu sur le navire sans défense et hors d'atteinte d'éventuels renforts péruviens. Tandis que le navire remis à flot navigue de nouveau, une des ultimes munitions des Colombiens atteint Guisse à la poitrine, le blessant mortellement. Le commandement de la flotte est alors assumé par son second le lieutenant José Boterín (es). Les pertes péruviennes de l'opération sont de 13 hommes.

### Occupation de Guayaquil
Après la mort de l'amiral Martin Guisse, le commandant en second, le lieutenant José Boterin poursuit l'attaque et parvient à anéantir les défenses colombiennes.
Une fois les défenses côtières de Guayaquil éliminées, le blocus se poursuit. La grande garnison colombienne se retire et rejoint l'armée de Sucre qui entame des négociations pour la reddition de la place. Cette dernière est signée à bord de la goélette Arequipa le 19 janvier 1829. Les troupes péruviennes du capitaine Casimiro Negrón occupent Guayaquil le 1er février 1829.